# Karabinek Magal
Magal.30 Israel Police – karabinek samopowtarzalny kalibru.30 Carbine (7,62 × 33 mm) opracowany przez izraelski koncern Israel Military Industries Ltd.

## Historia konstrukcji
Pod koniec lat dziewięćdziesiątych XX wieku policja izraelska zaczęła poszukiwać nowego karabinka samopowtarzalnego. W tym czasie rolę broni cięższej niż pistolety pełniły pistolety maszynowe Uzi i skrócone wersje karabinu M16. Pistolety maszynowe kalibru 9 × 19 mm Parabellum miały niewystarczający zasięg i celność, zaś karabiny M16 strzelały zbyt silną amunicją, mającą za dużą przebijalność.
Poszukując nowej amunicji, specjaliści izraelscy sięgnęli po skonstruowany w czasie II wojny światowej nabój .30 Carbine. Nabój ten jest dość popularny w Izraelu, ponieważ bardzo popularne tam są karabinki M1. Posiada on dużą zdolność obalającą (większą niż naboje .45 ACP czy 10 mm Auto), a jego dużą zaletą jest szybki spadek prędkości i energii pocisków na dystansach powyżej 100 m., co zmniejsza ryzyko przypadkowych postrzałów w czasie walk ulicznych.
Karabinek powstał przez przekonstruowanie najkrótszej odmiany karabinu Galil (Galil MAR). Broń dostosowano do zasilania amunicją.30 Carbine z magazynków przypominających magazynki karabinka M1 (mają identyczne wymiary, ale pojemność 27 naboi). Karabinek strzela tylko ogniem pojedynczym, ponieważ uznano, że policjanci nie muszą prowadzić ognia seriami (mniej celnego i grożącego postrzeleniem postronnych osób).
Produkcję karabinka rozpoczęto w 2000 roku. Jednocześnie opracowano wersję przeznaczoną na rynek cywilny wyposażoną w kolbę stałą.

## Opis konstrukcji
Karabinek Magal jest indywidualną bronią samopowtarzalną. Zasada działania oparta na wykorzystaniu energii gazów prochowych odprowadzanych przez boczny otwór lufy. Ryglowanie przez obrót zamka w lewo (dwa rygle). Mechanizm spustowy umożliwia strzelanie wyłącznie ogniem pojedynczym. Dźwignia bezpiecznika po prawej stronie komory zamkowej, druga mniejsza dźwignia bezpiecznika umieszczona po lewej stronie broni w zasięgu kciuka dłoni spoczywającej na chwycie. Zasilanie z dwurzędowych magazynków łukowych o pojemności 27 naboi. Otwarte przyrządy celownicze składają się z muszki i celownika przerzutowego. Na wierzchu komory zamkowej znajduje się podstawa umożliwiająca montaż celowników optycznych i optoelektronicznych. Kolba składana na prawą stronę komory zamkowej.